# Александър Янакиев (кинокритик)
Вижте пояснителната страница за други личности с името Александър Янакиев.
Александър Янакиев е български киноисторик и кинокритик.

## Биография
Роден е в София на 13 януари 1955 г. Завършва ВИТИЗ „Кръстьо Сарафов“ със специалност кинознание (1979). Завеждащ сектор „Репертоар“ на Българска национална филмотека (1978 – 1984). Доктор (кандидат на изкуствознанието) с тема на дисертацията: „Пространство и време в киното и телевизията“ (1988). Научен сътрудник в Института за изкуствознание на БАН (1988). Доцент в НАТФИЗ (1995). Старши научен сътрудник II степен в Института за изкуствознание на БАН (1996). Доктор на изкуствознанието с тема на дисертацията: „Киното в България в първата половина на 20 век“ (2005).
Зам.-директор (от 1996 до 2000) и директор (2004 – 2014) на Института за изкуствознание на БАН.
Публикува рецензии, статии и студии в списанията „Киноизкуство“/„Кино“, „Български филми“, „Кино и време“, „Филмови новини“, „Проблеми на изкуството“, „Български журналист“, „Българска музика“, „Пламък“, „Младеж“, „Филм“, „Екран“, „Изкуство/Art in Bulgaria“, „Медиа и реклама“, „Медиа свят“, „ЛИК“, „Советский экран“ (Москва), „Iluzion“ (Варшава), „MovEast“ (Будапеща) и др., а също и във вестниците „Народна култура“/„Култура“, „Пулс“, „Поглед“, „Бояна филм експрес“, „Филм експрес“, „Демокрация“, „Век 21“, „Капитал (Капител)“ и др.
Основател и главен редактор (2000 – 2005) на интернет изданието Cinema.bg (ISSN 1311 – 6819).
Умира внезапно на 11 юни 2015 г.

## Награди и отличия
- Награда от Международния конкурс на Global Inventory Project (GIP), провеждан от Exol-GIP Consortium и Европейската комисия за „значителен и новаторски проект за развитието на информационното общество в България“, 1997.[1]
- Почетна грамота на Министерството на културата за принос в развитието и популяризирането на българската култура, 2001.
- Награда на СБФД за книга, 2003.